# تپه قلعه گبرها
تپه قلعه گبرها مربوط به مس وسنگ - دوره ساسانیان - سده‌های میانه دوران‌های تاریخی پس از اسلام است و در شهرستان قروه، بخش ئیلاق، دهستان ییلاق شمالی، ۱۰۰ متری شرق روستای نقاره خان واقع شده و این اثر در تاریخ ۶ اسفند ۱۳۸۵ با شمارهٔ ثبت ۱۷۴۳۸ به‌عنوان یکی از آثار ملی ایران به ثبت رسیده است.